# كارمن مورا
كارمن مورا (بالإسبانية: Carmen García Maura)‏ (و. 1945 – م) هي ممثلة، ومذيعة من إسبانيا . ولدت في مدريد .

## أعمال بارزة
من أهم أعمالها:
- العودة.

## جوائز
حصلت على جوائز منها:
- جائزة دونوستيا  [لغات أخرى]‏ (2013).

## روابط خارجية
- كارمن مورا على موقع IMDb (الإنجليزية)
- كارمن مورا على موقع مونزينجر (الألمانية)
- كارمن مورا على موقع ألو سيني (الفرنسية)
- كارمن مورا على موقع ميوزك برينز (الإنجليزية)
- كارمن مورا على موقع أول موفي (الإنجليزية)
- كارمن مورا على موقع قاعدة بيانات الأفلام السويدية (السويدية)
- كارمن مورا على موقع إن إن دي بي (الإنجليزية)
- كارمن مورا على موقع ديسكوغز (الإنجليزية)
- كارمن مورا على موقع قاعدة بيانات الفيلم (الإنجليزية)
- كارمن مورا على موقع كينوبويسك (الروسية)